# جيريمي فرنسيس غيلمر
جيريمي فرنسيس غيلمر (بالإنجليزية: Jeremy Francis Gilmer)‏ هو عالم رسم الخرائط أمريكي، ولد في 23 فبراير 1818 في مقاطعة غيلفورد في الولايات المتحدة، وتوفي في 1 ديسمبر 1883 في سافانا في الولايات المتحدة.